# Ängsholmen
Ängsholmen is een plaats in de gemeente Eskilstuna in het landschap Södermanland en de provincie Södermanlands län in Zweden. De plaats heeft 169 inwoners (2005) en een oppervlakte van 59 hectare.